# Maria Wern
Maria Wern (en inglés: "Maria Wern: Fatal Contamination") es una serie de televisión sueca transmitida desde el 16 de septiembre del 2008 hasta ahora por medio de la cadena TV4. 
La miniserie está basada en el personaje ficticio de Maria Wern de la serie de novelas policíacas escritas por la autora sueca Anna Jansson.
La serie ha contado con la participación invitada de actores como Martin Wallström, Henrik Norlén, Joakim Nätterqvist, Per Ragnar, Peter Eggers, Fredrik Dolk, Carl Ingemarsson Stjernlöf, Ulric von der Esch, Anastasios Soulis, Marie Richardson, Fares Fares, Christian Wennberg, Linda Zilliacus, Viktor Åkerblom, Gustaf Hammarsten, Tom Ljungman, entre otros...

## Historia
Después de la muerte de su esposo, la inspectora de la policía sueca Maria Wern decide mudarse a la pintoresca isla de Gotland con sus dos hijos Emil y Linda para iniciar de nuevo.
Mientras lucha por criar a sus hijos como madre soltera e intenta superar la muerte de su esposo, Maria junto a sus compañeros de la policía deberán enfrentar y detener las actividades criminales que ocurren en la isla.

## Personajes

### Personajes principales
| Actor           | Personaje       | Ocupación                | Nº de episodios | Duración        |
| --------------- | --------------- | ------------------------ | --------------- | --------------- |
| Eva Röse        | Maria Wern      | Inspectora de la Policía | 19              | 2008 - presente |
| Peter Perski    | Arvidsson       | -                        | 19              | 2008 - presente |
| Allan Svensson  | Hartman         | -                        | 19              | 2008 - presente |
| Ulf Friberg     | Ek              | -                        | 19              | 2008 - presente |
| Tanja Lorentzon | Erika Lund      | -                        | 18              | 2008 - presente |
| Erik Johansson  | Sebastian Ståhl | Oficial de Policía       | 5               | 2008 - presente |

### Personajes secundarios
| Actor             | Personaje        | Ocupación | Nº de episodios | Duración        |
| ----------------- | ---------------- | --------- | --------------- | --------------- |
| Oscar Pettersson  | Emil Wern        | -         | 19              | 2008 - presente |
| Matilda Wännström | Linda Wern       | -         | 18              | 2008 - presente |
| Lotta Thorell     | Marianne Hartman | -         | 8               | 2010 - presente |

### Antiguos personajes
| Actor             | Personaje       | Ocupación | Nº de episodios | Duración    |
| ----------------- | --------------- | --------- | --------------- | ----------- |
| Reuben Sallmander | Patrik          | -         | 5               | 2010 - 2011 |
| Jacob Axelsson    | Sebastian       | -         | 4               | 2008        |
| Fares Fares       | Jonathan Saunas | -         | 4               | 2008        |
| Christer Hall     | Ruben Nilsson   | -         | 4               | 2008        |

## Episodios
Las dos primeras temporadas estuvieron conformadas por 4 episodios cada una.
La tercera temporada estuvo conformada por 5 episodios mientras que la cuarta temporada estuvo conformada por 2 episodios.
La quinta temporada estuvo conformada por 4 episodios.

## Producción
Dirigida por Erik Leijonborg, Charlotte Berlin y Leif Lindblom, cuenta con los escritores Erik Ahrnbom, Therese Bringholm, Anders Brundin, Anna Fredriksson, Anna Jansson, Alexander Kantsjö, Fredrik T. Olsson y Alexander Söderberg. 
Cuenta con la participación de los productores Erika Edman, Birgitta Wännström, Hans Lönnerheden y Martin Söder (también productor creativo), así como de los ejecutivos Edman, Lönnerheden, Åsa Sjöberg, Niva Westlin, Kim Magnusson, Bo Rehnberg, Tobias Bringholm, Poa Strömberg y Josefine Tengblad; también contaron con el apoyo de la productora asociada Lena Haugaard, el productor de posproducción Anders Hägglund y los productores de línea Erich Hörtnagl y Johanna Wennerberg.
La música está a cargo de Magnus Strömberg, Jean-Paul Wall y Fredrik Lidin.
Es filmada en Gotland, Provincia de Gotland, Suecia.
La serie cuenta con la participación de las compañías productoras "Eyeworks" y "Moviola Film och Television AB", así como con "Panorama film & teatereffekter" (en los efectos especiales).
En el 2013 fue distribuida en el 2007 por "Nordisk Film" en todo el mundo a través de todos los medio, en el 2008 por "TV4 Sweden" en la televisión de Suecia, en el 2013 por "Koch Media" en Alemania por DVD y en el 2015 por "Filmbox HD" en Hungría en televisión.

### Emisión en otros países
| País     | Título                     | Cadena | Fecha de Inicio      | Fecha de Finalización |
| -------- | -------------------------- | ------ | -------------------- | --------------------- |
| Alemania | Maria Wern, Kripo Gotland  | -      | 14 de agosto de 2011 | -                     |
| España   | Maria Wern, Contagio Fatal | -      | -                    | -                     |
| Hungría  | Maria Wern                 | -      | 5 de agosto de 2015  | -                     |